# Flugplatz Weimar-Nohra

i7
i11
i13
Der Flugplatz Weimar-Nohra war ein Flugplatz in Nohra nahe der thüringischen Stadt Weimar. Er war von 1916 bis 1992 in Betrieb. Er wurde vor allem von den kaiserlichen Luftstreitkräften, der Luftwaffe, den United States Army Air Forces und zuletzt von der Gruppe der Sowjetischen Streitkräfte in Deutschland militärisch genutzt.

## Geschichte

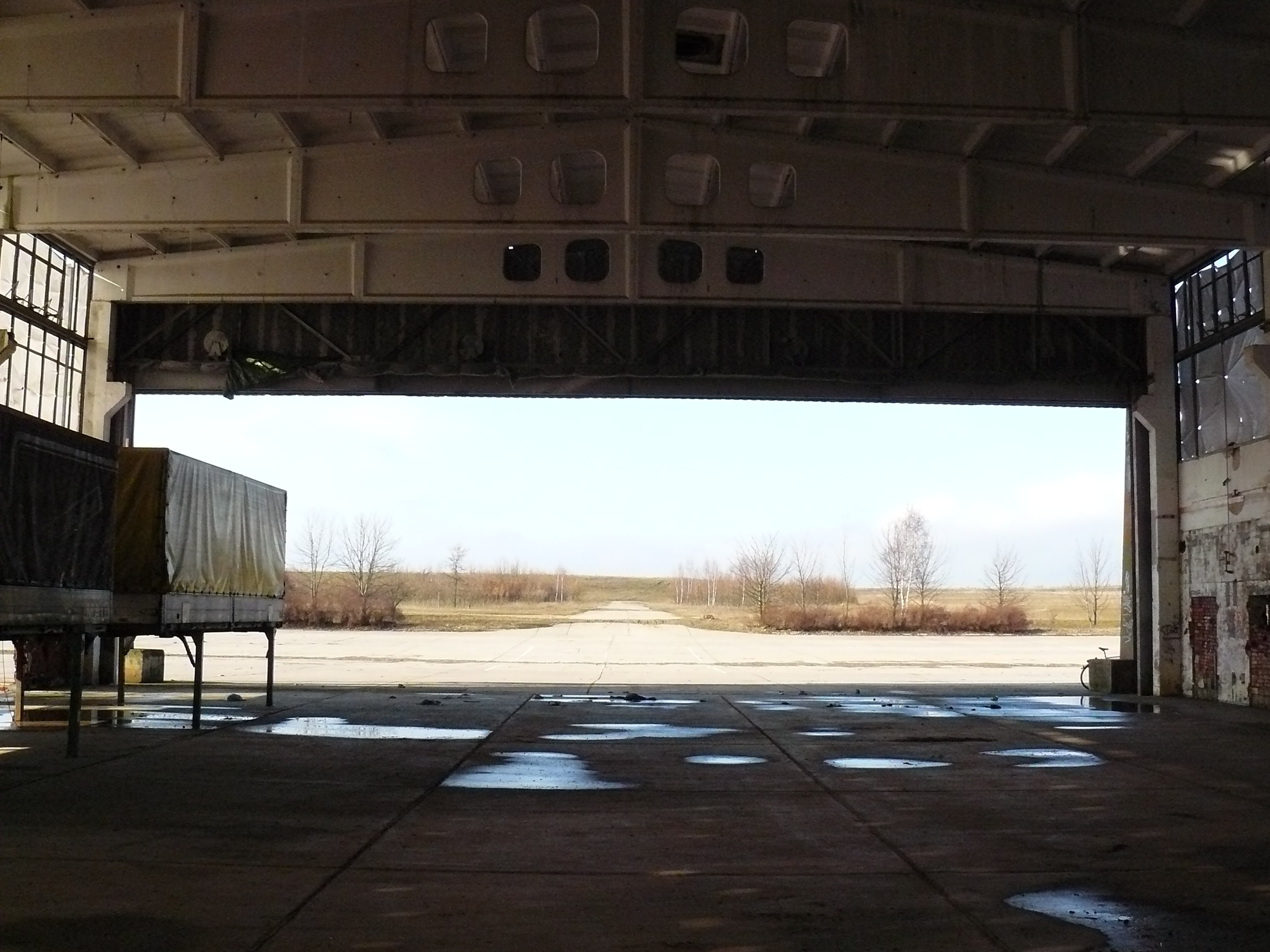
Innenansicht aus einem Hubschrauberhangar in Nohra (2009)

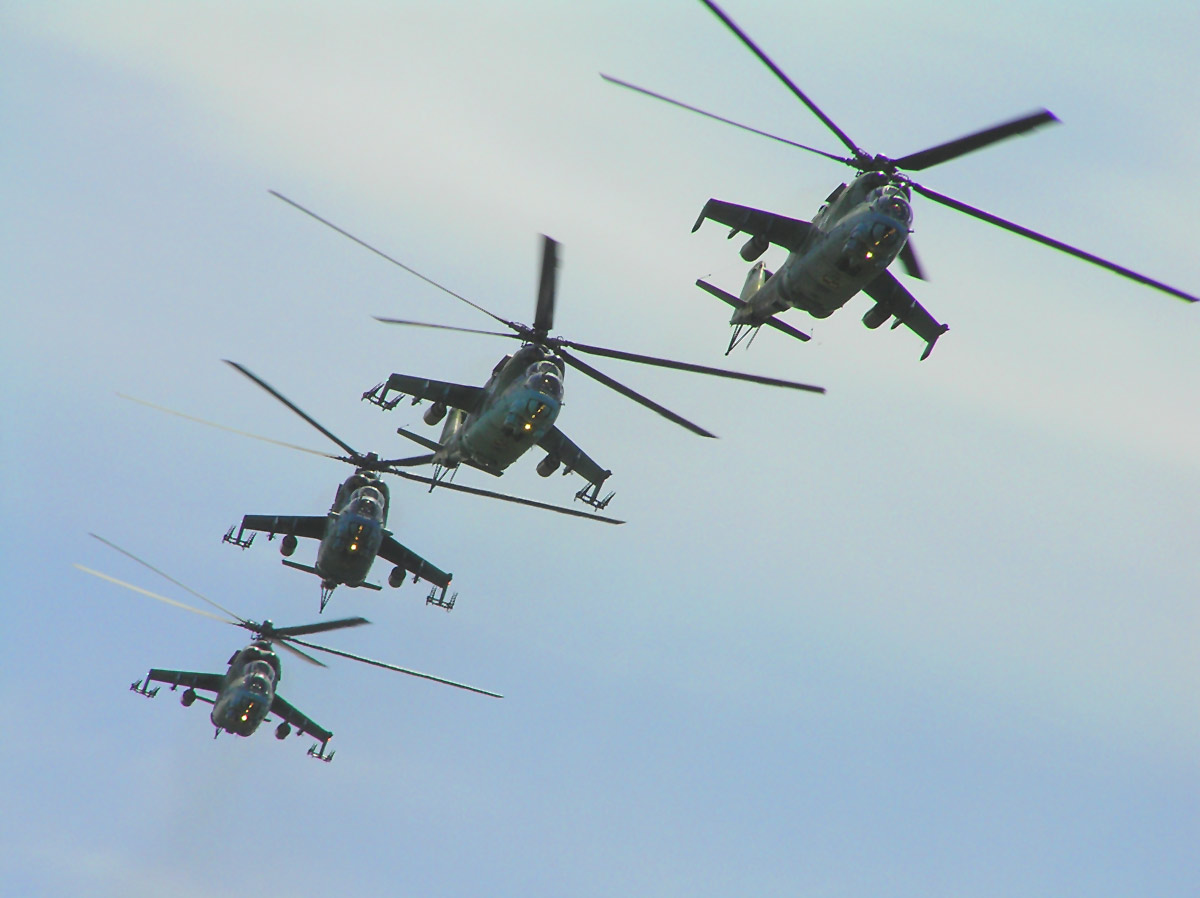
Beispielhafte Situation im Himmel über Nohra in den 1980er Jahren mit Mi-24D Hubschraubern

Im Jahre 1916 begann der Bau des Flughafens mit sechs Flugzeughallen, vor allem durch russische Kriegsgefangene. 1919 gab es in Nohra zwölf Piloten. Mit dem Friedensvertrag von Versailles musste der Flughafen 1920/21 umfunktioniert werden. Es entstand eine Maschinenfabrik, die zugleich als Tarnobjekt eine weitere militärische Nutzung des Platzes ermöglichte. 1926 erfolgte der Bau einer Betonpiste. 1928 wurde in einem ehemaligen Wartungshangar die Heimatschule Mitteldeutschland eröffnet, die sich der Erwachsenenbildung widmete und den Freiwilligen Arbeitsdienst in der Region organisierte. Zugleich nutzte der paramilitärische Stahlhelm das Gelände zu Schulungen. Infolge der Reichstagsbrandverordnung vom 28. Februar bis April 1933 wurden etwa 250 Thüringer Kommunisten in der Heimatschule Mitteldeutschland, die fest in der Hand der NSDAP war, interniert. Das KZ Nohra gilt als das erste offiziell eingerichtete Konzentrationslager in Deutschland. Noch im selben Jahr nach der Auflösung des Lagers wurde der Flugplatz erweitert und wurde Ausbildungsstätte des nationalsozialistischen Luftsportverbandes, dem Vorläufer der Luftwaffe. Er übernahm wenig später die Gebäude der Heimatschule. Am 1. März 1935 wurde aus dem Flugplatz der Fliegerhorst Weimar-Nohra. 1937 wurde mit dem Bau der Kasernenanlage im Süden (versteckt in einem Wald) begonnen. Nun wurde der Flugplatz vor allem zur Ausbildung genutzt. Im Zweiten Weltkrieg waren Jagdflugzeuge mit der Aufgabe Luftverteidigung des mitteldeutschen Raums in Nohra stationiert.
Nach der Kapitulation übernahm die 9th Air Force der United States Army Air Forces am 14. April 1945 den Flugplatz und benannte ihn Advanced Landing Ground ALG R-7 Weimar. Am 3. Juli 1945 wurde die 8. Gardearmee unter Gardegeneraloberst W. I. Tschuikow nach Nohra verlegt. Sie hatte in Stalingrad gekämpft und Berlin mit erobert. So wurde Nohra einer der wichtigsten Standorte der Gruppe der Sowjetischen Streitkräfte in Deutschland. Der Stützpunkt war vollkommen von Mauern umgeben, zur deutschen Bevölkerung bestand weitgehend Kontaktverbot. Hier war das 63. Selbständige Hubschrauberregiment (Hubschrauber Mi-8 und Mi-24) der 8. Gardearmee der WGT stationiert, dessen Flüge eine erhebliche psychologische, besonders akustische Beeinträchtigung der Bevölkerung der umliegenden Orte darstellten. Als die sowjetischen Truppen 1992 aus Nohra abzogen, umfassten die militärischen Liegenschaften eine Fläche von ca. 240 ha.
Bis heute wurden ungefähr 200 Gebäude auf dem Gelände abgerissen, ca. 13 Hektar Landebahn und Hubschrauber-Stellflächen renaturiert. Die Landesentwicklungsgesellschaft Thüringen hat einen Teil der Fläche renaturiert und der Kommune Nohra zur Entwicklung eines Landschaftsparks mit eingelagertem Sondergebiet für gewerbliche Freizeitgestaltung veräußert. Bis Sommer 2003 wohnten bis zu 500 Spätaussiedler in drei erhaltenen Gebäuden. Die letzten Wohnblocks wurden 2007 abgerissen. Ein Teil des früheren Schulgebäudes wurde saniert. Heute befinden sich darin ein Montessori-Kindergarten und eine Montessori-Grundschule. Die Kaserne im Südteil hat bis heute keine neue Nutzung gefunden und wird zum großen Teil abgerissen. In einem ihrer Keller wurde 2009 die Bernd-das-Brot-Statue vom Erfurter Fischmarkt, nachdem sie zwölf Tage zuvor entwendet wurde, gefunden.
Im Jahr 2008 gründete sich im Nohraer Ortsteil Ulla der Verein Flugplatz Nohra. Sein Ziel ist es, die bewegte Geschichte des Flugplatzes und der Kasernenanlage umfassend darzustellen. Der gesamte ehemalige Flugplatzbereich von ca. 160 Hektar wurde von der einstigen Gemeinde Nohra 2005 erworben und 2013 an die von der Gemeinde Nohra gegründete Stiftung Landschaftspark Nohra übertragen.